# Hérens (huyện)
Huyện Hérens (tiếng Pháp: District du Hérens, tiếng Đức: Bezirk Hérens) là một huyện hành chính của Thụy Sĩ. Huyện này thuộc bang Bang Valais. Huyện Hérens có diện tích 471 km², dân số theo thống kê của cục thống kê Thụy Sĩ năm 1999 là 9358 người. Trung tâm của huyện đóng ở Hérémence. Mã của huyện là 2305.